# Концерт для фортепиано, скрипки и струнного квартета
Концерт для фортепиано, скрипки и струнного квартета (фр. Concert pour piano, violon et quatuor à cordes) ре мажор Op. 21 — произведение Эрнеста Шоссона, написанное в 1889—1891 гг. (все темы будущего сочинения были намечены композитором в мае 1889 года, в том же году написана медленная третья часть, в 1890-м за ней последовала Сицилиана, в 1891-м были сочинены первая часть и финал). Примерная продолжительность звучания 40 минут. Посвящено Эжену Изаи, исполнившему партию солирующей скрипки на премьере.

## Состав
1. Décidé

2. Sicilienne

3. Grave

4. Très animé

## Характеристика музыки
Концерт относится ко второму периоду в композиторском творчестве Шоссона, характеризуемому определяющим влиянием Сезара Франка, — в данном сочинении это влияние можно увидеть как в циклической форме (возврат главной темы первой части в финале), так и в напряжённой выразительности лирического чувства.
Произведение Шоссона необычно как в жанровом отношении, так и по выбору инструментов (фортепианные секстеты, как правило, стремятся к сбалансированности низкого и высокого звучания у струнных, удваивая партии альта или виолончели, тогда как у Шоссона задействованы три скрипки). Три участника концерта — два солиста и квартет — трактуются по-разному (с большей или меньшей самостоятельностью) в разных эпизодах, так что сочинение на том или ином этапе своего развития сближается то со скрипичной сонатой, то со струнным ансамблем, то с фортепианным ансамблем; такая трактовка концертного жанра через голову полуторавековой традиции концерта как состязания солиста с оркестром апеллирует к камерным концертным работам Франсуа Куперена и Жана-Филиппа Рамо.

## Исполнения
Премьера концерта состоялась в Брюсселе 4 марта 1892 года в рамках музыкальной программы Общества XX. Эжен Изаи, для которого была написана солирующая скрипичная партия, привлёк к исполнению свой собственный струнный квартет, пересадив Матьё Крикбома со второго пульта на первый; к альтисту Леону ван Хауту и виолончелисту Жозефу Жакобу был добавлен как вторая скрипка квартета ученик Изаи Луи Бирмас (фр. Loius нидерл. Biermasz; 1870—?). С поиском исполнителя партии фортепиано возникли трудности, и Венсан д’Энди, готовивший премьеру в отсутствие отправившегося на отдых автора, обратился к Луи Дьемеру, по рекомендации которого был приглашён молодой французский пианист Огюст Пьерре. Премьерное исполнение прошло триумфально: сам Шоссон записал в дневнике, что никогда в жизни не испытывал такого успеха, так что ему, вероятно, стоит писать музыку для бельгийцев. 11 мая того же года состоялась и парижская премьера (Бирмаса в третьей скрипичной партии заменил Альфред Маршо), также весьма успешная: критик Пьер Лало отозвался о концерте как об одном из наиболее значительных достижений камерной музыки в последние годы.
Среди выдающихся исполнителей, исполнявших или записывавших концерт Шоссона, были такие дуэты, как Жак Тибо и Альфред Корто, Зино Франческатти и Робер Казадезюс, Ицхак Перлман и Хорхе Болет, Луис Кауфман и Артур Бальзам, Дмитрий Ситковецкий и Белла Давидович, Джошуа Белл и Жан-Ив Тибоде, Филипп Граффен и Паскаль Девуайон, Режис Паскье и Филипп Бьянкони, а также Яша Хейфец, Давид Ойстрах, Рикардо Однопозофф, Пьер Амуайяль, Сальваторе Аккардо, Владимир Спиваков и др.